# Cyclopodia longiseta
Cyclopodia longiseta är en tvåvingeart som beskrevs av Maa 1968. Cyclopodia longiseta ingår i släktet Cyclopodia och familjen lusflugor. Inga underarter finns listade i Catalogue of Life.